# Magenta (Olaszország)
Magenta település Olaszországban, Lombardia régióban, Milánó megyében. Lakosainak száma 24 178 fő (2023. január 1.). Magenta Boffalora sopra Ticino, Cerano, Corbetta, Marcallo con Casone, Robecco sul Naviglio, Santo Stefano Ticino és Trecate községekkel határos.

## Népesség
A település lakossága az elmúlt években az alábbi módon változott:
| Lakosok száma | 23 511 | 23 845 | 23 906 | 24 178 |
|               | 2013   | 2017   | 2018   | 2023   |